# Elecciones municipales del Cuzco de 2022
Las elecciones municipales del Cusco de 2022 se llevaron a cabo el 2 de octubre de 2022 para elegir al alcalde y al Concejo Provincial del Cusco para el periodo 2023-2026. La elección se celebró simultáneamente con elecciones regionales y municipales (provinciales y distritales) en todo el Perú.

## Sistema electoral
La Municipalidad Provincial del Cusco es el órgano administrativo y de gobierno de la provincia del Cusco. Está compuesta por el alcalde y el Concejo Provincial.
La votación del alcalde y el concejo se realiza en base al sufragio universal, que comprende a todos los ciudadanos nacionales mayores de dieciocho años, empadronados y residentes en la provincia del Cusco y en pleno goce de sus derechos políticos, así como a los ciudadanos no nacionales residentes y empadronados en la provincia del Cusco. No hay reelección inmediata de alcaldes.
El Concejo Provincial del Cusco está compuesto por 13 regidores elegidos por sufragio directo para un período de cuatro (4) años, en forma conjunta con la elección del alcalde (quien lo preside). La votación es por lista cerrada y bloqueada. Se asigna a la lista ganadora los escaños según el método d'Hondt o la mitad más uno, lo que más le favorezca.

## Composición del Concejo Provincial del Cusco
La siguiente tabla muestra la composición del Concejo Provincial del Cusco antes de las elecciones.
| Partidos | Partidos                            | Regidores |
| -------- | ----------------------------------- | --------- |
|          | Movimiento Regional Tawantinsuyo    | 8         |
|          | Alianza para el Progreso            | 2         |
|          | Restauración Nacional               | 1         |
|          | Fuerza Inka Amazónica               | 1         |
|          | Movimiento Regional Inka Pachakuteq | 1         |

## Elecciones internas
Los partidos políticos realizaron la convocatoria a elecciones internas (15-22 de enero de 2022) para definir a los candidatos de sus organizaciones en listas cerradas y bloqueadas. Se sometieron a elección las candidaturas a:
- Alcaldía Provincial del Cusco (1 candidatura).
- Concejo Provincial del Cusco (13 candidaturas).
- Alcaldías distritales del Cusco (7 candidaturas).
- Concejos distritales del Cusco (55 candidaturas).

Existen dos modalidades para la organización de las elecciones internas:
- Modalidad de elección directa: con voto universal, libre, voluntario, igual, directo y secreto de los afiliados. Fue la modalidad utilizada por Alianza para el Progreso,[5] Movimiento Regional Inka Pachakuteq[6] y Somos Perú.[7] Las elecciones se realizaron el 15 de mayo de 2022.
- Modalidad de delegados: a través de delegados previamente elegidos mediante voto universal, libre, voluntario, igual, directo y secreto de los afiliados. Fue la modalidad utilizada por Perú Libre,[8] Autogobierno Ayllu,[6] Juntos por el Perú,[9] Podemos Perú,[10] Renovación Popular[11] y Frente de la Esperanza.[12] Las elecciones se realizaron el 22 de mayo de 2022.

## Partidos y candidatos
A continuación se muestra una lista de los principales partidos y alianzas electorales que participan en las elecciones:
| Candidatura | Candidatura | Partidos y alianzas                                | Candidatos | Candidatos                  | Ideología                                                           | Resultado previo | Resultado previo | Ref.   |
| Candidatura | Candidatura | Partidos y alianzas                                | Candidatos | Candidatos                  | Ideología                                                           | Votos (%)        | Reg.             | Ref.   |
| ----------- | ----------- | -------------------------------------------------- | ---------- | --------------------------- | ------------------------------------------------------------------- | ---------------- | ---------------- | ------ |
|             | APP         | Lista - Alianza para el Progreso (APP)             |            | Nimio Loayza Rojas          | Liberalismo económico Conservadurismo liberal Populismo de derecha  | 16.65 %          | 2                | [ 13 ] |
|             | Inka        | Lista - Movimiento Regional Inka Pachakuteq (Inka) |            | Luis Pantoja Calvo          | Regionalismo cusqueño                                               | 6.77 %           | 1                | [ 14 ] |
|             | SP          | Lista - Somos Perú (SP)                            |            | Albert Arenas Yábar         | Democracia cristiana Conservadurismo social                         | 5.61 %           | 0                | [ 13 ] |
|             | PL          | Lista - Perú Libre (PL)                            |            | Lavrenti Rondan Baca        | Socialismo del siglo XXI Marxismo-leninismo Mariateguismo           | 2.27 %           | 0                | [ 13 ] |
|             | AYLLU       | Lista - Autogobierno AYLLU (AYLLU)                 |            | Gabriela Paliza Romero      | Regionalismo cusqueño                                               | 2.07 %           | 0                | [ 13 ] |
|             | JP          | Lista - Juntos por el Perú (JP)                    |            | Tania Cardeña Zúñiga        | Socialismo democrático Progresismo                                  | 1.17 %           | 0                | [ 13 ] |
|             | PP          | Lista - Podemos Perú (PP)                          |            | Abel Villena Letona         | Conservadurismo social Populismo de derecha Nacionalismo            | Nuevo            | Nuevo            | [ 13 ] |
|             | RP          | Lista - Renovación Popular (RP)                    |            | Carlos Huamán Cruz          | Ultraconservadurismo Fundamentalismo cristiano Populismo de derecha | Nuevo            | Nuevo            | [ 14 ] |
|             | FE          | Lista - Frente de la Esperanza 2021 (FE)           |            | Policarpo Ccorimanya Zúñiga | Reformismo                                                          | Nuevo            | Nuevo            | [ 13 ] |

## Sondeos de opinión
Las siguientes tablas enumeran las estimaciones de la intención de voto en orden cronológico inverso, mostrando las más recientes primero y utilizando las fechas en las que se realizó el trabajo de campo de la encuesta. Cuando se desconocen las fechas del trabajo de campo, se proporciona la fecha de publicación.
Leyenda:
     Sondeo realizado en el periodo de prohibición legal de la difusión de sondeos de intención de voto.

### Intención de voto
La siguiente tabla enumera las estimaciones ponderadas (sin incluir votos en blanco y nulos) de la intención de voto.
| Encuestadora/Medio             | Fecha             | Muestra | Luis Pantoja | Albert Arenas | Policarpo Ccorim. | Nimio Loayza | Gabriela Paliza | Tania Cardeña | Carlos Huamán | Lavrenti Rondan | Abel Villena | Dif. |  |  |  |  |
| ------------------------------ | ----------------- | ------- | ------------ | ------------- | ----------------- | ------------ | --------------- | ------------- | ------------- | --------------- | ------------ | ---- |  |  |  |  |
| Encuestadora/Medio             | Fecha             | Muestra |              |               |                   |              |                 |               |               |                 |              |      |  |  |  |  |
| Elecciones municipales de 2022 | 2 oct 2022        | —       | 27.6         | 20.1          | 19.1              | 10.6         | 7.8             | 6.1           | 3.5           | 3.0             | 2.1          | 7.5  |  |  |  |  |
|                                |                   |         |              |               |                   |              |                 |               |               |                 |              |      |  |  |  |  |
| Ipsos Perú/América             | 2 oct 2022        | ?       | 29.3         | 18.6          | 19.5              | 10.2         | —               | —             | —             | —               | —            | 9.8  |  |  |  |  |
| Ipsos Perú/América             | 2 oct 2022        | ?       | 27.5         | 22.8          | 17.3              | 13.3         | —               | —             | —             | —               | —            | 4.7  |  |  |  |  |
| César Carranza                 | 23-24 sep 2022    | ?       | 23.4         | 17.5          | 17.5              | 11.2         | 6.1             | 11.7          | 3.5           | 4.7             | 4.4          | 5.9  |  |  |  |  |
| ICOP                           | 20-24 sep 2022    | ?       | 27.0         | 23.1          | 18.0              | —            | 10.7            | 9.3           | —             | —               | —            | 3.9  |  |  |  |  |
| Vox Populi/Nuestra Gente       | 18-23 sep 2022    | 650     | 22.0         | 16.0          | 16.0              | 12.4         | —               | 9.5           | —             | —               | —            | 6.0  |  |  |  |  |
| IPEI                           | 14-19 sep 2022    | 800     | 25.7         | 17.6          | 20.3              | 6.8          | 17.6            | 4.1           | 2.7           | —               | —            | 5.4  |  |  |  |  |
| César Carranza                 | 15-17 sep 2022    | ?       | 17.6         | 15.8          | 14.4              | 12.4         | 9.3             | 10.6          | 1.8           | 2.6             | 9.5          | 1.8  |  |  |  |  |
| Vox Populi/Nuestra Gente       | 5-12 sep 2022     | ?       | 23.8         | 17.9          | 15.4              | 15.8         | 7.8             | 8.4           | 6.7           | 2.4             | 1.9          | 5.9  |  |  |  |  |
| César Carranza                 | 9-10 sep 2022     | 1097    | 23.3         | 21.2          | 12.0              | 16.6         | 6.1             | 8.9           | 2.6           | 5.3             | 4.0          | 2.1  |  |  |  |  |
| ICOP                           | 6-9 sep 2022      | 430     | 29.6         | 19.9          | 15.3              | 5.1          | 6.8             | —             | —             | —               | —            | 9.7  |  |  |  |  |
| GyM Sur Perú                   | 1-7 sep 2022      | 597     | 33.9         | 33.0          | 16.2              | —            | 4.0             | 5.4           | —             | —               | —            | 0.9  |  |  |  |  |
| César Carranza                 | 26-27 ago 2022    | 980     | 22.2         | 18.0          | 18.0              | 17.1         | 2.6             | 7.0           | 6.9           | 4.6             | 3.9          | 4.2  |  |  |  |  |
| César Carranza                 | 11-13 ago 2022    | ?       | 18.7         | 18.7          | 18.3              | 22.3         | —               | 16.7          | 2.4           | 2.4             | 0.4          | 3.6  |  |  |  |  |
| Vox Populi/Nuestra Gente       | 10-25 jul 2022    | 335     | 24.4         | 14.7          | 17.6              | —            | —               | 11.1          | 6.3           | —               | 2.4          | 6.8  |  |  |  |  |
| IPEI                           | 27 may-4 jun 2022 | 800     | 29.5         | 9.1           | 15.9              | —            | 4.5             | 4.5           | 2.3           | —               | 2.3          | 13.6 |  |  |  |  |

### Preferencias de voto
La siguiente tabla enumera las preferencias de voto en bruto (incluyendo blancos, viciados y sin respuesta) y no ponderadas.
| Encuestadora/Medio             | Fecha             | Muestra | Luis Pantoja | Albert Arenas | Policarpo Ccorim. | Nimio Loayza | Gabriela Paliza | Tania Cardeña | Carlos Huamán | Lavrenti Rondan | Abel Villena | B/V  | NS/NO | Dif. |  |  |  |
| ------------------------------ | ----------------- | ------- | ------------ | ------------- | ----------------- | ------------ | --------------- | ------------- | ------------- | --------------- | ------------ | ---- | ----- | ---- |  |  |  |
| Encuestadora/Medio             | Fecha             | Muestra |              |               |                   |              |                 |               |               |                 |              |      |       |      |  |  |  |
| Elecciones municipales de 2022 | 2 oct 2022        | —       | 22.4         | 16.3          | 15.5              | 8.6          | 6.3             | 4.9           | 2.9           | 2.5             | 1.7          | 19.0 | —     | 6.1  |  |  |  |
|                                |                   |         |              |               |                   |              |                 |               |               |                 |              |      |       |      |  |  |  |
| César Carranza                 | 23-24 sep 2022    | ?       | 16.6         | 12.4          | 12.4              | 7.9          | 4.3             | 8.3           | 2.5           | 3.3             | 3.1          | 29.2 | —     | 4.2  |  |  |  |
| ICOP                           | 20-24 sep 2022    | ?       | 15.9         | 13.6          | 10.6              | —            | 6.3             | 5.5           | —             | —               | —            | 14.2 | 26.9  | 2.3  |  |  |  |
| Vox Populi/Nuestra Gente       | 18-23 sep 2022    | 650     | 22.0         | 16.0          | 16.0              | 12.4         | —               | 9.5           | —             | —               | —            | 4.3  | 3.9   | 6.0  |  |  |  |
| IPEI                           | 14-19 sep 2022    | 800     | 19           | 13            | 15                | 5            | 13              | 3             | 2             | —               | —            | —    | 26    | 5.4  |  |  |  |
| César Carranza                 | 15-17 sep 2022    | ?       | 12.9         | 11.6          | 10.6              | 9.1          | 6.8             | 7.8           | 1.3           | 1.9             | 7.0          | 26.6 | —     | 1.1  |  |  |  |
| Vox Populi/Nuestra Gente       | 5-12 sep 2022     | ?       | 20.0         | 15.0          | 12.9              | 13.3         | 6.5             | 7.0           | 5.6           | 2.0             | 1.6          | 6.0  | 10.2  | 5.0  |  |  |  |
| César Carranza                 | 9-10 sep 2022     | 1097    | 15.0         | 13.6          | 7.7               | 10.7         | 3.9             | 5.7           | 1.7           | 3.4             | 2.6          | 35.7 | —     | 2.4  |  |  |  |
| ICOP                           | 6-9 sep 2022      | 430     | 16.2         | 10.9          | 8.4               | 2.8          | 3.7             | —             | —             | —               | —            | 11.9 | 33.3  | 5.3  |  |  |  |
| GyM Sur Perú                   | 1-7 sep 2022      | 597     | 21.4         | 20.8          | 10.2              | —            | 2.5             | 3.4           | —             | —               | —            | —    | 36.9  | 0.6  |  |  |  |
| César Carranza                 | 26-27 ago 2022    | 980     | 12.6         | 10.2          | 10.2              | 9.7          | 1.5             | 4.0           | 3.9           | 2.6             | 2.2          | 43.2 | —     | 2.4  |  |  |  |
| César Carranza                 | 11-13 ago 2022    | ?       | 4.7          | 4.7           | 4.2               | 5.6          | —               | 4.6           | 0.6           | 0.6             | 0.1          | 33.4 | 41.5  | 0.9  |  |  |  |
| Vox Populi/Nuestra Gente       | 10-25 jul 2022    | 335     | 15.9         | 9.6           | 11.5              | —            | —               | 7.2           | 4.1           | —               | 1.6          | 11.7 | 23.2  | 4.4  |  |  |  |
| IPEI                           | 27 may-4 jun 2022 | 800     | 13           | 4             | 7                 | —            | 2               | 2             | 1             | —               | 1            | —    | 56    | 6    |  |  |  |

## Resultados

### Sumario general
|                                                                                                 |                                            |              |              |              |           |           |
| Partidos y coaliciones                                                                          | Partidos y coaliciones                     | Voto popular | Voto popular | Voto popular | Regidores | Regidores |
| Partidos y coaliciones                                                                          | Partidos y coaliciones                     | Votos        | %            | +/−          | Total     | +/−       |
|                                                                                                 | Movimiento Regional Inka Pachakuteq (Inka) | 61 975       | 27.64        | +20.87       | 8         | +7        |
|                                                                                                 | Somos Perú (SP)                            | 44 998       | 20.07        | +14.46       | 2         | +2        |
|                                                                                                 | Frente de la Esperanza (FE)                | 42 831       | 19.10        | Nuevo        | 1         | +1        |
|                                                                                                 | Alianza para el Progreso (APP)             | 23 782       | 10.61        | −6.04        | 1         | −1        |
|                                                                                                 | Autogobierno AYLLU (AYLLU)                 | 17 504       | 7.81         | +5.74        | 1         | +1        |
|                                                                                                 | Juntos por el Perú (JP)                    | 13 656       | 6.09         | +4.92        | 0         | ±0        |
|                                                                                                 | Renovación Popular (RP)                    | 7926         | 3.54         | Nuevo        | 0         | ±0        |
|                                                                                                 | Perú Libre (PL)1                           | 6,829        | 3.05         | +0.78        | 0         | ±0        |
|                                                                                                 | Podemos Perú (PP)                          | 4700         | 2.10         | Nuevo        | 0         | ±0        |
|                                                                                                 |                                            |              |              |              |           |           |
| Total                                                                                           | Total                                      | 224 201      |              |              | 13        | ±0        |
|                                                                                                 |                                            |              |              |              |           |           |
| Votos válidos                                                                                   | Votos válidos                              | 224 201      | 81.04        | +4.74        |           |           |
| Votos en blanco                                                                                 | Votos en blanco                            | 14 855       | 5.37         | −1.41        |           |           |
| Votos nulos                                                                                     | Votos nulos                                | 37 604       | 13.59        | −3.33        |           |           |
| Votos emitidos                                                                                  | Votos emitidos                             | 276 660      | 77.92        | −3.28        |           |           |
| Abstenciones                                                                                    | Abstenciones                               | 78 394       | 22.08        | +3.28        |           |           |
| Votantes registrados                                                                            | Votantes registrados                       | 355 054      |              |              |           |           |
|                                                                                                 |                                            |              |              |              |           |           |
| Fuente:                                                                                         |                                            |              |              |              |           |           |
| Notas al pie: 1 Comparado con los resultados de Perú Libertario (PL) en las elecciones de 2018. |                                            |              |              |              |           |           |
| Notas al pie:                                                                                   |                                            |              |              |              |           |           |
| 1 Comparado con los resultados de Perú Libertario (PL) en las elecciones de 2018.               |                                            |              |              |              |           |           |

### Concejo Provincial del Cusco
| Cargo                         | Autoridad electa        | Partido político | Partido político                    |
| ----------------------------- | ----------------------- | ---------------- | ----------------------------------- |
| Alcalde Provincial del Cusco  | Luis Pantoja Calvo      |                  | Movimiento Regional Inka Pachakuteq |
| Regidor Provincial del Cusco  | Alexander Blanco Rojas  |                  | Movimiento Regional Inka Pachakuteq |
| Regidora Provincial del Cusco | Elizabeth Nieto Álvarez |                  | Movimiento Regional Inka Pachakuteq |
| Regidor Provincial del Cusco  | Villygran Licona Loaiza |                  | Movimiento Regional Inka Pachakuteq |
| Regidora Provincial del Cusco | Honorata Mejía Ramos    |                  | Movimiento Regional Inka Pachakuteq |
| Regidor Provincial del Cusco  | Ricardo Pezo Huari      |                  | Movimiento Regional Inka Pachakuteq |
| Regidora Provincial del Cusco | Maryory Ríos García     |                  | Movimiento Regional Inka Pachakuteq |
| Regidora Provincial del Cusco | Katiuzca Ttito Huamán   |                  | Movimiento Regional Inka Pachakuteq |
| Regidor Provincial del Cusco  | Jesús Daniel Pérez Soto |                  | Movimiento Regional Inka Pachakuteq |
| Regidor Provincial del Cusco  | José Marín Loayza       |                  | Somos Perú                          |
| Regidor Provincial del Cusco  | Ántero Huamán Velasco   |                  | Somos Perú                          |
| Regidor Provincial del Cusco  | Eulogio Tapia Deza      |                  | Frente de la Esperanza              |
| Regidor Provincial del Cusco  | Nimio Loayza Rojas      |                  | Alianza para el Progreso            |
| Regidor Provincial del Cusco  | Lilia Zamora Pérez      |                  | Autogobierno AYLLU                  |

## Elecciones municipales distritales

### Sumario general
| Partidos y coaliciones                                                                          | Partidos y coaliciones                     | Voto popular | Voto popular | Voto popular | Alcaldías | Alcaldías |
| Partidos y coaliciones                                                                          | Partidos y coaliciones                     | Votos        | %            | +/−          | Total     | +/−       |
| ----------------------------------------------------------------------------------------------- | ------------------------------------------ | ------------ | ------------ | ------------ | --------- | --------- |
|                                                                                                 | Movimiento Regional Inka Pachakuteq (Inka) | 39,246       | 24.44        | +20.21       | 3         | +2        |
|                                                                                                 | Somos Perú (SP)                            | 29,762       | 18.53        | +7.33        | 1         | −1        |
|                                                                                                 | Frente de la Esperanza (FE)                | 28,654       | 17.84        | Nuevo        | 1         | +1        |
|                                                                                                 | Alianza para el Progreso (APP)             | 25,704       | 16.01        | +4.66        | 0         | ±0        |
|                                                                                                 | Juntos por el Perú (JP)                    | 15,516       | 9.66         | +6.77        | 2         | +2        |
|                                                                                                 | Podemos Perú (PP)                          | 5,634        | 3.51         | Nuevo        | 0         | ±0        |
|                                                                                                 | Renovación Popular (RP)                    | 5,243        | 3.26         | Nuevo        | 0         | ±0        |
|                                                                                                 | Autogobierno AYLLU (AYLLU)                 | 4,649        | 2.89         | +0.98        | 0         | ±0        |
|                                                                                                 | Perú Libre (PL)1                           | 4,539        | 2.83         | +2.30        | 0         | −1        |
|                                                                                                 | Partido Morado (PM)                        | 885          | 0.55         | Nuevo        | 0         | ±0        |
|                                                                                                 | Fuerza Inka Amazónica (FIA)                | 767          | 0.48         | −6.77        | 0         | −1        |
|                                                                                                 |                                            |              |              |              |           |           |
| Total                                                                                           | Total                                      | 160,599      |              |              | 7         | ±0        |
|                                                                                                 |                                            |              |              |              |           |           |
| Votos válidos                                                                                   | Votos válidos                              | 160,599      | 79.67        | +4.92        |           |           |
| Votos en blanco                                                                                 | Votos en blanco                            | 16,488       | 8.18         | −1.57        |           |           |
| Votos nulos                                                                                     | Votos nulos                                | 24,495       | 12.15        | −3.35        |           |           |
| Votos emitidos                                                                                  | Votos emitidos                             | 201,582      | 78.32        | −3.17        |           |           |
| Abstenciones                                                                                    | Abstenciones                               | 55,811       | 21.68        | +3.17        |           |           |
| Votantes registrados                                                                            | Votantes registrados                       | 257,393      |              |              |           |           |
|                                                                                                 |                                            |              |              |              |           |           |
| Fuente:                                                                                         |                                            |              |              |              |           |           |
| Notas al pie: 1 Comparado con los resultados de Perú Libertario (PL) en las elecciones de 2018. |                                            |              |              |              |           |           |
| Notas al pie:                                                                                   |                                            |              |              |              |           |           |
| 1 Comparado con los resultados de Perú Libertario (PL) en las elecciones de 2018.               |                                            |              |              |              |           |           |

### Resultados por distrito
La siguiente tabla enumera el control de los distritos de la provincia del Cusco. El cambio de mando de una organización política se resalta del color de ese partido.
| Distrito      | Alcalde(sa) titular     | Partido político | Partido político      | Alcalde(sa) electo(a)       | Partido político | Partido político       |
| ------------- | ----------------------- | ---------------- | --------------------- | --------------------------- | ---------------- | ---------------------- |
| Ccorca        | Wilber Huamán Cconcha   |                  | Inka Pachakuteq       | Mario Chávez Soto           |                  | Somos Perú             |
| Poroy         | Francisco Toccas Quispe |                  | Somos Perú            | Isabel Valderrama Zamora    |                  | Inka Pachakuteq        |
| San Jerónimo  | Albert Arenas Yabar     |                  | Fuerza Inka Amazónica | Máximo Rimachi Morales      |                  | Juntos por el Perú     |
| San Sebastián | Mario Loaiza Moriano    |                  | Somos Perú            | Jackelin Jiménez Chuquitapa |                  | Inka Pachakuteq        |
| Santiago      | Fermín García Fuentes   |                  | Tawantinsuyo          | Sergio Sullca Condori       |                  | Inka Pachakuteq        |
| Saylla        | Rodolfo Kcana Huamán    |                  | Perú Libertario       | Rolando Ccopa Mendoza       |                  | Juntos por el Perú     |
| Wánchaq       | William Peña Farfán     |                  | Tawantinsuyo          | William Peña Farfán         |                  | Frente de la Esperanza |